# Tempête tropicale Grace (2003)
Pour les articles homonymes, voir Cyclone tropical Grace et Grace.
La tempête tropicale Grace est le onzième phénomène cyclonique de la saison 2003. C'est la 3e utilisation du nom Grace pour un cyclone tropical du bassin de l'Atlantique Nord, après 1991 et 1997.

## Évolution météorologique
La tempête tropicale Grace s'est formée à partir d'une perturbation atmosphérique au-dessus du Golfe du Mexique, le 30 août. Elle était mal définie ayant deux centres dont le second était plus intense et toucha terre près de San Luis Pass sur l'Île de Galveston (Texas) le 31 août. Sa pression centrale minimale fut de 1007 hPa et ses vents de 65 km/h. La tempête s'affaiblit rapidement une fois sur terre et fut absorbée par un système frontal passant dans l'est de l'Oklahoma le 2 septembre.

## Bilan
Grace a provoqué des pluies abondantes le long de la côte texane mais les dommages furent mineurs, totalisant 113 000 $US (de 2003), mais aucune victime. Les inondations les plus importantes furent signalées à Indianapolis, plus de 700 maisons ayant été affectées.